# Premier district congressionnel du Maine
Le 1er district congressionnel du Maine est un district de l'État américain du Maine. Le plus petit géographiquement des deux districts de l'État, le district couvre la zone côtière sud de l'État. Le district comprend la totalité des comtés de Cumberland, Knox, Lincoln, Sagadahoc et York et la majeure partie du Comté de Kennebec. Situées dans le district se trouvent les villes de Portland, Augusta, Brunswick et Saco. Le district est actuellement représenté par la Démocrate Chellie Pingree.

## Histoire
Le Maine faisait initialement partie de l'État du Massachusetts. Le Massachusetts s'est vu attribuer 20 districts après le recensement américain de 1810. Lorsque le Maine est devenu un État en 1820, sept de ces districts lui ont été crédités. Depuis lors, tous sauf les 1er et 2e districts sont devenus obsolètes.

## Géographie
Le 1er district comprend l'intégralité des comtés suivants à l'exception de Kennebec, qu'il partage avec le 2e district. Les municipalités du Comté de Kennebec dans le 1er district comprennent Albion, Benton, Chine, Clinton, Litchfield, Pittston, Vassalboro, Waterville, West Gardiner, Windsor et Winslow.
| #  | Comté      | Siège     | Population |
| -- | ---------- | --------- | ---------- |
| 5  | Cumberland | Portland  | 310 230    |
| 11 | Kennebec   | Augusta   | 127 259    |
| 13 | Knox       | Rockland  | 40 977     |
| 15 | Lincoln    | Wiscasset | 36 507     |
| 23 | Sagadahoc  | Bath      | 37 513     |
| 31 | York       | Alfred    | 218 586    |

## Historique de vote
| Année | Poste     | Résultats                 |
| ----- | --------- | ------------------------- |
| 1972  | Président | Nixon 61,0 % – 39,0 %     |
| 1976  | Président | Ford 49,0 % – 48,0 %      |
| 1980  | Président | Reagan 45,0 % – 42,0 %    |
| 1984  | Président | Reagan 60,0 % – 40,0 %    |
| 1988  | Président | Bush 56,0 % – 43,0 %      |
| 1992  | Président | Clinton 40,0 % – 32,0 %   |
| 1996  | Président | Clinton 52,0 % – 32,0 %   |
| 2000  | Président | Gore 51,0 % – 43,0 %      |
| 2004  | Président | Kerry 55,0 % – 43,0 %     |
| 2008  | Président | Obama 61,0 % – 38,0 %     |
| 2012  | Président | Obama 60,0 % – 38,0 %     |
| 2016  | Président | H Clinton 54,0 % – 39,0 % |
| 2020  | Président | Biden 60,0 % – 37,0 %     |

## Liste des Représentants du district
| Membre                          | Parti                 | Années                             | Congrès     | Histoire électorale | Zone géographique |
| ------------------------------- | --------------------- | ---------------------------------- | ----------- | --- | --- |
| District établit le 4 mars 1821 |                       |                                    |             | | |
| Joseph Dane (en)                | Fédéraliste           | 4 mars 1821 - 3 mars 1823          | 17e         | Redécoupage depuis le district at-large et réélu en 1820. Retrait. | 1821–1823Comté de York : Alfred, Arundel, Berwick, Biddeford, Elliot, Hollis, Kennebunk, Kittery, Lebanon, Limerick, Lyman, Newfield, Saco, Sanford, Shapleigh, South Berwick, Waterborough, Wells, York                    |
| William Burleigh (en)           | Républicain-Démocrate | 4 mars 1823 - 3 mars 1825          | 18e - 20e   | Élu en 1823. Réélu en 1824. Réélu en 1826. Décès. | 1823–1833 Comté de York : Alfred, Berwick, Biddeford, Buxton, Elliot, Hollis, Kennebunk Port, Kittery, Lebanon, Limerick, Lyman, Newfield, Parsonsfield, Saco, Sanford, Shapleigh, South Berwick, Waterborough, Wells, York |
| William Burleigh (en)           | Anti-Jacksonien       | 4 mars 1825 - 2 juillet 1827       | 18e - 20e   | Élu en 1823. Réélu en 1824. Réélu en 1826. Décès. | 1823–1833 Comté de York : Alfred, Berwick, Biddeford, Buxton, Elliot, Hollis, Kennebunk Port, Kittery, Lebanon, Limerick, Lyman, Newfield, Parsonsfield, Saco, Sanford, Shapleigh, South Berwick, Waterborough, Wells, York |
| Vacant                          | Vacant                | 2 juillet 1827 - 10 septembre 1827 | 20e         | | 1823–1833 Comté de York : Alfred, Berwick, Biddeford, Buxton, Elliot, Hollis, Kennebunk Port, Kittery, Lebanon, Limerick, Lyman, Newfield, Parsonsfield, Saco, Sanford, Shapleigh, South Berwick, Waterborough, Wells, York |
| Rufus McIntire (en)             | Jacksonien (en)       | 10 septembre 1827 - 3 mars 1835    | 20e - 23e   | Élu pour terminer le mandat de Burleigh. Réélu en 1828. Réélu en 1830. Réélu en 1833. Retrait. | 1823–1833 Comté de York : Alfred, Berwick, Biddeford, Buxton, Elliot, Hollis, Kennebunk Port, Kittery, Lebanon, Limerick, Lyman, Newfield, Parsonsfield, Saco, Sanford, Shapleigh, South Berwick, Waterborough, Wells, York |
| Rufus McIntire (en)             | Jacksonien (en)       | 10 septembre 1827 - 3 mars 1835    | 20e - 23e   | Élu pour terminer le mandat de Burleigh. Réélu en 1828. Réélu en 1830. Réélu en 1833. Retrait. | 1833–1843 |
| John Fairfield (en)             | Démocrate             | 4 mars 1835 - 24 décembre 1838     | 24e , 25e   | Élu en 1834. Réélu en 1836. Retrait pour se présenter comme Gouverneur et démissionne une fois élu. | |
| Vacant                          | Vacant                | 24 décembre 1838 - 3 mars 1839     | 25e         | | |
| Nathan Clifford                 | Démocrate             | 4 mars 1839 - 3 mars 1843          | 26e , 27e   | Élu en 1838. Réélu en 1840. Retrait. | |
| Joshua Herrick (en)             | Démocrate             | 4 mars 1843 - 3 mars 1845          | 28e         | Élu en 1843. Perd sa renomination. | 1843–1853 |
| John Fairfield Scamman (en)     | Démocrate             | 4 mars 1845 - 3 mars 1847          | 29e         | Élu en 1844. Retrait. | 1843–1853 |
| David Hammons (en)              | Démocrate             | 4 mars 1847 - 3 mars 1849          | 30e         | Élu en 1846. Retrait. | 1843–1853 |
| Elbridge Gerry                  | Démocrate             | 4 mars 1849 - 3 mars 1851          | 31e         | Élu en 1848. Retrait. | 1843–1853 |
| Moses Macdonald (en)            | Démocrate             | 4 mars 1851 - 3 mars 1855          | 32e , 33e   | Élu en 1850. Réélu en 1852. Retrait. | 1843–1853 |
| Moses Macdonald (en)            | Démocrate             | 4 mars 1851 - 3 mars 1855          | 32e , 33e   | Élu en 1850. Réélu en 1852. Retrait. | 1853–1863 |
| John M. Wood (en)               | Républicain           | 4 mars 1855 - 3 mars 1859          | 34e , 35e   | Élu en 1854. Réélu en 1856. Retrait. | |
| Daniel E. Somes (en)            | Républicain           | 4 mars 1859 - 3 mars 1861          | 36e         | Élu en 1858. Retrait. | |
| John N. Goodwin                 | Républicain           | 4 mars 1861 - 3 mars 1863          | 37e         | Élu en 1860. Perd sa réélection. | |
| Lorenzo De Medici Sweat (en)    | Démocrate             | 4 mars 1863 - 3 mars 1865          | 38e         | Élu en 1860. Perd sa réélection. | 1863–1873 |
| John Lynch (en)                 | Républicain           | 4 mars 1865 - 3 mars 1873          | 39e - 42e   | Élu en 1864. Réélu en 1866. Réélu en 1868. Réélu en 1870. Retrait. | 1863–1873 |
| John H. Burleigh (en)           | Républicain           | 4 mars 1873 - 3 mars 1877          | 43e , 44e   | Élu en 1872. Réélu en 1874. Perd sa renomination. | 1873–1883 |
| Thomas Brackett Reed            | Républicain           | 4 mars 1877 - 3 mars 1883          | 45e - 47e   | Élu en 1876. Réélu en 1878. Réélu en 1880. Redécoupage vers le district at-large. | 1873–1883 |
| District supprimé               | District supprimé     | 3 mars 1883 - 3 mars 1885          | 48e         | Utilisation du district at-large. | 1873–1883 |
| Thomas Brackett Reed            | Républicain           | 4 mars 1885 - 4 septembre 1899     | 49e - 56e   | Redécoupage depuis le district at-large et réélu en 1884. Réélu en 1886. Réélu en 1888. Réélu en 1890. Réélu en 1892. Réélu en 1894. Réélu en 1896. Réélu en 1898. Démissionne en protestation de la Guerre Hispano-Américaine. | 1885–1893 |
| Thomas Brackett Reed            | Républicain           | 4 mars 1885 - 4 septembre 1899     | 49e - 56e   | Redécoupage depuis le district at-large et réélu en 1884. Réélu en 1886. Réélu en 1888. Réélu en 1890. Réélu en 1892. Réélu en 1894. Réélu en 1896. Réélu en 1898. Démissionne en protestation de la Guerre Hispano-Américaine. | 1893–1903 |
| Vacant                          | Vacant                | 4 septembre 1899 - 6 novembre 1899 | 56e         | | |
| Amos L. Allen (en)              | Républicain           | 6 novembre 1899 - 20 février 1911  | 56e - 61e   | Élu pour terminer le mandat de Reed. Réélu en 1900. Réélu en 1902. Réélu en 1904. Réélu en 1906. Réélu en 1908. Retrait mais décède avant le mandat suivant.                                                                    | |
| Amos L. Allen (en)              | Républicain           | 6 novembre 1899 - 20 février 1911  | 56e - 61e   | Élu pour terminer le mandat de Reed. Réélu en 1900. Réélu en 1902. Réélu en 1904. Réélu en 1906. Réélu en 1908. Retrait mais décède avant le mandat suivant.                                                                    | 1903–1913 |
| Asher C. Hinds (en)             | Républicain           | 4 mars 1911 - 3 mars 1917          | 62e - 64e   | Élu en 1910. Réélu en 1912. Réélu en 1914. Retrait. | |
| Asher C. Hinds (en)             | Républicain           | 4 mars 1911 - 3 mars 1917          | 62e - 64e   | Élu en 1910. Réélu en 1912. Réélu en 1914. Retrait. | 1913–1933 |
| Louis B. Goodall (en)           | Républicain           | 4 mars 1917 - 3 mars 1921          | 65e , 66e   | Élu en 1916. Réélu en 1918. Retrait. | |
| Carroll L. Beedy (en)           | Républicain           | 4 mars 1921 - 3 janvier 1935       | 67e - 73e   | Élu en 1920. Réélu en 1922. Réélu en 1924. Réélu en 1926. Réélu en 1928. Réélu en 1930. Réélu en 1932. Perd sa réélection. | |
| Carroll L. Beedy (en)           | Républicain           | 4 mars 1921 - 3 janvier 1935       | 67e - 73e   | Élu en 1920. Réélu en 1922. Réélu en 1924. Réélu en 1926. Réélu en 1928. Réélu en 1930. Réélu en 1932. Perd sa réélection. | 1933–1943 |
| Simon M. Hamlin (en)            | Démocrate             | 3 janvier 1935 - 3 janvier 1937    | 74e         | Élu en 1934. Perd sa réélection. | |
| James C. Oliver (en)            | Républicain           | 3 janvier 1937 - 3 janvier 1943    | 75e - 77e   | Élu en 1936. Réélu en 1938. Réélu en 1940. Perd sa renomination. | |
| Robert Hale (en)                | Républicain           | 3 janvier 1943 - 3 janvier 1959    | 78e - 85e   | Élu en 1942. Réélu en 1944. Réélu en 1946. Réélu en 1948. Réélu en 1950. Réélu en 1952. Réélu en 1954. Réélu en 1956. Perd sa réélection.                                                                                       | 1943–1953 |
| Robert Hale (en)                | Républicain           | 3 janvier 1943 - 3 janvier 1959    | 78e - 85e   | Élu en 1942. Réélu en 1944. Réélu en 1946. Réélu en 1948. Réélu en 1950. Réélu en 1952. Réélu en 1954. Réélu en 1956. Perd sa réélection.                                                                                       | 1953–1963 |
| James C. Oliver (en)            | Démocrate             | 3 janvier 1959 - 3 janvier 1961    | 86e         | Élu en 1958. Perd sa réélection. | |
| Peter Garland (en)              | Républicain           | 3 janvier 1961 - 3 janvier 1963    | 87e         | Élu en 1960. Perd sa renomination. | |
| Stanley R. Tupper (en)          | Républicain           | 3 janvier 1963 - 3 janvier 1967    | 88e , 89e   | Redécoupage depuis le 2e district et réélu en 1962. Réélu en 1964. Retrait. | 1963–1973 |
| Peter N. Kyros (en)             | Démocrate             | 3 janvier 1967 - 3 janvier 1975    | 90e - 93e   | Élu en 1966. Réélu en 1968. Réélu en 1970. Réélu en 1972. Perd sa réélection. | 1963–1973 |
| Peter N. Kyros (en)             | Démocrate             | 3 janvier 1967 - 3 janvier 1975    | 90e - 93e   | Élu en 1966. Réélu en 1968. Réélu en 1970. Réélu en 1972. Perd sa réélection. | 1973–1983 |
| David F. Emery (en)             | Républicain           | 3 janvier 1975 - 3 janvier 1983    | 94e - 97e   | Élu en 1974. Réélu en 1976. Réélu en 1978. Réélu en 1980. Retrait pour se présenter comme Sénateur des États-Unis. | |
| John R. McKernan, Jr. (en)      | Républicain           | 3 janvier 1983 - 3 janvier 1987    | 98e , 99e   | Élu en 1982. Réélu en 1984. Retrait pour se présenter comme Gouverneur. | 1983–1993 |
| Joseph E. Brennan               | Démocrate             | 3 janvier 1987 - 3 janvier 1991    | 100e , 101e | Élu en 1986. Réélu en 1988. Retrait pour se présenter comme Gouverneur. | 1983–1993 |
| Thomas Andrews (en)             | Démocrate             | 3 janvier 1991 - 3 janvier 1995    | 102e , 103e | Élu en 1990. Réélu en 1992. Retrait pour se présenter comme Sénateur des États-Unis. | 1983–1993 |
| Thomas Andrews (en)             | Démocrate             | 3 janvier 1991 - 3 janvier 1995    | 102e , 103e | Élu en 1990. Réélu en 1992. Retrait pour se présenter comme Sénateur des États-Unis. | 1993–2003 |
| James B. Longley, Jr. (en)      | Républicain           | 3 janvier 1995 - 3 janvier 1997    | 104e        | Élu en 1994. Perd sa réélection. | |
| Tom Allen                       | Démocrate             | 3 janvier 1997 - 3 janvier 2009    | 105e - 110e | Élu en 1996. Réélu en 1998. Réélu en 2000. Réélu en 2002. Réélu en 2004. Réélu en 2006. Retrait pour se présenter comme Sénateur des États-Unis.                                                                                | |
| Tom Allen                       | Démocrate             | 3 janvier 1997 - 3 janvier 2009    | 105e - 110e | Élu en 1996. Réélu en 1998. Réélu en 2000. Réélu en 2002. Réélu en 2004. Réélu en 2006. Retrait pour se présenter comme Sénateur des États-Unis.                                                                                | 2003–2013 |
| Chellie Pingree                 | Démocrate             | 3 janvier 2009 - Présent           | 111e - 118e | Élue en 2008. Réélue en 2010. Réélue en 2012. Réélue en 2014. Réélue en 2016. Réélue en 2018. Réélue en 2020. Réélue en 2022.                                                                                                   | |
| Chellie Pingree                 | Démocrate             | 3 janvier 2009 - Présent           | 111e - 118e | Élue en 2008. Réélue en 2010. Réélue en 2012. Réélue en 2014. Réélue en 2016. Réélue en 2018. Réélue en 2020. Réélue en 2022.                                                                                                   | 2013–2023 |
| Chellie Pingree                 | Démocrate             | 3 janvier 2009 - Présent           | 111e - 118e | Élue en 2008. Réélue en 2010. Réélue en 2012. Réélue en 2014. Réélue en 2016. Réélue en 2018. Réélue en 2020. Réélue en 2022.                                                                                                   | Depuis 2023 |

## Résultats des récentes élections
Voici les résultats des dix précédents cycles électoraux dans le district.

### 2004
| Élection de 2004 du 1er district congressionnel du Maine | Élection de 2004 du 1er district congressionnel du Maine | Élection de 2004 du 1er district congressionnel du Maine | Élection de 2004 du 1er district congressionnel du Maine | Élection de 2004 du 1er district congressionnel du Maine |
| -------------------------------------------------------- | -------------------------------------------------------- | -------------------------------------------------------- | -------------------------------------------------------- | -------------------------------------------------------- |
| Parti                                                    | Parti                                                    | Candidat                                                 | Votes                                                    | %                                                        |
|                                                          | Démocrate                                                | Tom Allen (sortant)                                      | 219 077                                                  | 59,74                                                    |
|                                                          | Républicain                                              | Charles E. Summers                                       | 147 663                                                  | 40,26                                                    |
| Total des votes                                          | Total des votes                                          | Total des votes                                          | 366 740                                                  | 100 %                                                    |
|                                                          | Les Démocrates conservent                                |                                                          |                                                          |                                                          |

### 2006
| Élection de 2006 du 1er district congressionnel du Maine | Élection de 2006 du 1er district congressionnel du Maine | Élection de 2006 du 1er district congressionnel du Maine | Élection de 2006 du 1er district congressionnel du Maine | Élection de 2006 du 1er district congressionnel du Maine |
| -------------------------------------------------------- | -------------------------------------------------------- | -------------------------------------------------------- | -------------------------------------------------------- | -------------------------------------------------------- |
| Parti                                                    | Parti                                                    | Candidat                                                 | Votes                                                    | %                                                        |
|                                                          | Démocrate                                                | Tom Allen (sortant)                                      | 170 949                                                  | 60,84                                                    |
|                                                          | Républicain                                              | Darlene J. Curley                                        | 88 009                                                   | 31,32                                                    |
|                                                          | Indépendant                                              | Dexter Kamilewicz                                        | 22 029                                                   | 7,84                                                     |
| Total des votes                                          | Total des votes                                          | Total des votes                                          | 280 897                                                  | 100 %                                                    |
|                                                          | Les Démocrates conservent                                |                                                          |                                                          |                                                          |

### 2008
| Élection de 2008 du 1er district congressionnel du Maine | Élection de 2008 du 1er district congressionnel du Maine | Élection de 2008 du 1er district congressionnel du Maine | Élection de 2008 du 1er district congressionnel du Maine | Élection de 2008 du 1er district congressionnel du Maine |
| -------------------------------------------------------- | -------------------------------------------------------- | -------------------------------------------------------- | -------------------------------------------------------- | -------------------------------------------------------- |
| Parti                                                    | Parti                                                    | Candidat                                                 | Votes                                                    | %                                                        |
|                                                          | Démocrate                                                | Chellie Pingree                                          | 205 629                                                  | 54,90                                                    |
|                                                          | Républicain                                              | Charles E. Summers                                       | 168 930                                                  | 45,10                                                    |
| Total des votes                                          | Total des votes                                          | Total des votes                                          | 374 559                                                  | 100 %                                                    |
|                                                          | Les Démocrates conservent                                |                                                          |                                                          |                                                          |

### 2010
| Élection de 2010 du 1er district congressionnel du Maine | Élection de 2010 du 1er district congressionnel du Maine | Élection de 2010 du 1er district congressionnel du Maine | Élection de 2010 du 1er district congressionnel du Maine | Élection de 2010 du 1er district congressionnel du Maine |
| -------------------------------------------------------- | -------------------------------------------------------- | -------------------------------------------------------- | -------------------------------------------------------- | -------------------------------------------------------- |
| Parti                                                    | Parti                                                    | Candidat                                                 | Votes                                                    | %                                                        |
|                                                          | Démocrate                                                | Chellie Pingree (sortante)                               | 169 114                                                  | 56,82                                                    |
|                                                          | Républicain                                              | Dean Scontras                                            | 128 501                                                  | 43,17                                                    |
|                                                          | No Party                                                 | Autres                                                   | 42                                                       | 0,01                                                     |
| Total des votes                                          | Total des votes                                          | Total des votes                                          | 297 657                                                  | 100 %                                                    |
|                                                          | Les Démocrates conservent                                |                                                          |                                                          |                                                          |

### 2012
| Élection de 2012 du 1er district congressionnel du Maine | Élection de 2012 du 1er district congressionnel du Maine | Élection de 2012 du 1er district congressionnel du Maine | Élection de 2012 du 1er district congressionnel du Maine | Élection de 2012 du 1er district congressionnel du Maine |
| -------------------------------------------------------- | -------------------------------------------------------- | -------------------------------------------------------- | -------------------------------------------------------- | -------------------------------------------------------- |
| Parti                                                    | Parti                                                    | Candidat                                                 | Votes                                                    | %                                                        |
|                                                          | Démocrate                                                | Chellie Pingree (sortante)                               | 236 363                                                  | 64,8                                                     |
|                                                          | Républicain                                              | Jonathan T. E. Courtney                                  | 128 440                                                  | 35,1                                                     |
| Total des votes                                          | Total des votes                                          | Total des votes                                          | 364 803                                                  | 100 %                                                    |
|                                                          | Les Démocrates conservent                                |                                                          |                                                          |                                                          |

### 2014
| Élection de 2014 du 1er district congressionnel du Maine | Élection de 2014 du 1er district congressionnel du Maine | Élection de 2014 du 1er district congressionnel du Maine | Élection de 2014 du 1er district congressionnel du Maine | Élection de 2014 du 1er district congressionnel du Maine |
| -------------------------------------------------------- | -------------------------------------------------------- | -------------------------------------------------------- | -------------------------------------------------------- | -------------------------------------------------------- |
| Parti                                                    | Parti                                                    | Candidat                                                 | Votes                                                    | %                                                        |
|                                                          | Démocrate                                                | Chellie Pingree (sortante)                               | 186 674                                                  | 60,43                                                    |
|                                                          | Républicain                                              | Isaac J. Misiuk                                          | 94 751                                                   | 30,67                                                    |
|                                                          | Indépendant                                              | Richard P. Murphy                                        | 27 410                                                   | 8,87                                                     |
|                                                          | Autre                                                    | Autre                                                    | 63                                                       | 0,02                                                     |
| Total des votes                                          | Total des votes                                          | Total des votes                                          | 308 898                                                  | 100%                                                     |
|                                                          | Les Démocrates conservent                                |                                                          |                                                          |                                                          |

### 2016
| Élection de 2016 du 1er district congressionnel du Maine | Élection de 2016 du 1er district congressionnel du Maine | Élection de 2016 du 1er district congressionnel du Maine | Élection de 2016 du 1er district congressionnel du Maine | Élection de 2016 du 1er district congressionnel du Maine |
| -------------------------------------------------------- | -------------------------------------------------------- | -------------------------------------------------------- | -------------------------------------------------------- | -------------------------------------------------------- |
| Parti                                                    | Parti                                                    | Candidat                                                 | Votes                                                    | %                                                        |
|                                                          | Démocrate                                                | Chellie Pingree (sortante)                               | 227 546                                                  | 57,99                                                    |
|                                                          | Républicain                                              | Mark Holbrook                                            | 164 569                                                  | 41,94                                                    |
|                                                          | Libertarien                                              | James J. Bouchard (Déclaré Write-in)                     | 276                                                      | 0,07                                                     |
|                                                          | Bulletins Blancs                                         | Bulletins Blancs                                         | 14 551                                                   | N/A                                                      |
| Total des votes                                          | Total des votes                                          | Total des votes                                          | 406 942                                                  | 100 %                                                    |
|                                                          | Les Démocrates conservent                                |                                                          |                                                          |                                                          |

### 2018
2018 est la première élection du Maine utilisant le "ranked-choice voting" ou "Vote a second tour instantané"
| Élection de 2018 du 1er district congressionnel du Maine | Élection de 2018 du 1er district congressionnel du Maine | Élection de 2018 du 1er district congressionnel du Maine | Élection de 2018 du 1er district congressionnel du Maine | Élection de 2018 du 1er district congressionnel du Maine |
| -------------------------------------------------------- | -------------------------------------------------------- | -------------------------------------------------------- | -------------------------------------------------------- | -------------------------------------------------------- |
| Parti                                                    | Parti                                                    | Candidat                                                 | Votes                                                    | %                                                        |
|                                                          | Démocrate                                                | Chellie Pingree (sortante)                               | 201 195                                                  | 58,8                                                     |
|                                                          | Républicain                                              | Mark Holbrook                                            | 111 188                                                  | 32,5                                                     |
|                                                          | Indépendant                                              | Marthy Grohman                                           | 29 670                                                   | 8,7                                                      |
| Total des votes                                          | Total des votes                                          | Total des votes                                          | 342 053                                                  | 100 %                                                    |
|                                                          | Les Démocrates conservent                                |                                                          |                                                          |                                                          |

### 2020
| Élection de 2020 du 1er district congressionnel du Maine | Élection de 2020 du 1er district congressionnel du Maine | Élection de 2020 du 1er district congressionnel du Maine | Élection de 2020 du 1er district congressionnel du Maine | Élection de 2020 du 1er district congressionnel du Maine |
| -------------------------------------------------------- | -------------------------------------------------------- | -------------------------------------------------------- | -------------------------------------------------------- | -------------------------------------------------------- |
| Parti                                                    | Parti                                                    | Candidat                                                 | Votes                                                    | %                                                        |
|                                                          | Démocrate                                                | Chellie Pingree (sortante)                               | 271 004                                                  | 62,2                                                     |
|                                                          | Républicain                                              | Jay Allen                                                | 165 008                                                  | 37,8                                                     |
|                                                          | Write-In                                                 | Write-In                                                 | 15                                                       | 0,0                                                      |
| Total des votes                                          | Total des votes                                          | Total des votes                                          | 436 027                                                  | 100 %                                                    |
|                                                          | Les Démocrates conservent                                |                                                          |                                                          |                                                          |

### 2022
| Primaire Démocrate de 2022 du 1er district congressionnel du Maine | Primaire Démocrate de 2022 du 1er district congressionnel du Maine | Primaire Démocrate de 2022 du 1er district congressionnel du Maine | Primaire Démocrate de 2022 du 1er district congressionnel du Maine | Primaire Démocrate de 2022 du 1er district congressionnel du Maine |
| ------------------------------------------------------------------ | ------------------------------------------------------------------ | ------------------------------------------------------------------ | ------------------------------------------------------------------ | ------------------------------------------------------------------ |
| Parti                                                              | Parti                                                              | Candidat                                                           | Votes                                                              | %                                                                  |
|                                                                    | Démocrate                                                          | Chellie Pingree (sortante)                                         | 37 475                                                             | 100%                                                               |

| Primaire Républicaine de 2022 du 1er district congressionnel du Maine | Primaire Républicaine de 2022 du 1er district congressionnel du Maine | Primaire Républicaine de 2022 du 1er district congressionnel du Maine | Primaire Républicaine de 2022 du 1er district congressionnel du Maine | Primaire Républicaine de 2022 du 1er district congressionnel du Maine |
| --------------------------------------------------------------------- | --------------------------------------------------------------------- | --------------------------------------------------------------------- | --------------------------------------------------------------------- | --------------------------------------------------------------------- |
| Parti                                                                 | Parti                                                                 | Candidat                                                              | Votes                                                                 | %                                                                     |
|                                                                       | Républicain                                                           | Ed Thelander                                                          | 41 260                                                                | 100%                                                                  |

| Élection de 2022 du 1er district congressionnel du Maine | Élection de 2022 du 1er district congressionnel du Maine | Élection de 2022 du 1er district congressionnel du Maine | Élection de 2022 du 1er district congressionnel du Maine | Élection de 2022 du 1er district congressionnel du Maine | Élection de 2022 du 1er district congressionnel du Maine | Élection de 2022 du 1er district congressionnel du Maine |
| -------------------------------------------------------- | -------------------------------------------------------- | -------------------------------------------------------- | -------------------------------------------------------- | -------------------------------------------------------- | -------------------------------------------------------- | -------------------------------------------------------- |
| Parti                                                    | Parti                                                    | Candidat                                                 | Votes                                                    | Transfert                                                | Tour d'élimination                                       | %                                                        |
|                                                          | Démocrate                                                | Chellie Pingree (sortante)                               | 219 753                                                  | 0                                                        | Remporte (1)                                             | 62,9                                                     |
|                                                          | Républicain                                              | Ed Thelander                                             | 129 263                                                  | 0                                                        | 1                                                        | 37,0                                                     |
|                                                          | Write-In                                                 | Alan MacDonald                                           | 0                                                        | 0                                                        | 1                                                        | 0,0                                                      |
|                                                          | Write-In non déclarés                                    | Write-In non déclarés                                    | 160                                                      | 0                                                        |                                                          | 0,0                                                      |
| Total des votes                                          | Total des votes                                          | Total des votes                                          | 349 176                                                  |                                                          |                                                          | 100 %                                                    |
|                                                          | Les Démocrates conservent                                |                                                          |                                                          |                                                          |                                                          |                                                          |

### 2024
| Primaire Démocrate de 2024 du 1er district congressionnel du Maine | Primaire Démocrate de 2024 du 1er district congressionnel du Maine | Primaire Démocrate de 2024 du 1er district congressionnel du Maine | Primaire Démocrate de 2024 du 1er district congressionnel du Maine | Primaire Démocrate de 2024 du 1er district congressionnel du Maine | Primaire Démocrate de 2024 du 1er district congressionnel du Maine | Primaire Démocrate de 2024 du 1er district congressionnel du Maine |
| ------------------------------------------------------------------ | ------------------------------------------------------------------ | ------------------------------------------------------------------ | ------------------------------------------------------------------ | ------------------------------------------------------------------ | ------------------------------------------------------------------ | ------------------------------------------------------------------ |
| Parti                                                              | Parti                                                              | Candidat                                                           | Votes                                                              | Transfert                                                          | Tour d'élimination                                                 | %                                                                  |
|                                                                    | Démocrate                                                          | Chellie Pingree (sortante)                                         | 37 475                                                             | 0                                                                  | Avance (1)                                                         | 100%                                                               |

| Primaire Républicaine de 2024 du 1er district congressionnel du Maine | Primaire Républicaine de 2024 du 1er district congressionnel du Maine | Primaire Républicaine de 2024 du 1er district congressionnel du Maine | Primaire Républicaine de 2024 du 1er district congressionnel du Maine | Primaire Républicaine de 2024 du 1er district congressionnel du Maine | Primaire Républicaine de 2024 du 1er district congressionnel du Maine | Primaire Républicaine de 2024 du 1er district congressionnel du Maine |
| --------------------------------------------------------------------- | --------------------------------------------------------------------- | --------------------------------------------------------------------- | --------------------------------------------------------------------- | --------------------------------------------------------------------- | --------------------------------------------------------------------- | --------------------------------------------------------------------- |
| Parti                                                                 | Parti                                                                 | Candidat                                                              | Votes                                                                 | Transfert                                                             | Tour d'élimination                                                    | %                                                                     |
|                                                                       | Républicain                                                           | Ronald C. Russell                                                     | 16 055                                                                | 0                                                                     | Avance (1)                                                            | 56,8                                                                  |
|                                                                       | Républicain                                                           | Andrew Piantidosi                                                     | 12 220                                                                | 0                                                                     | 1                                                                     | 43,2                                                                  |

| Primaire du Parti Vert de 2024 du 1er district congressionnel du Maine | Primaire du Parti Vert de 2024 du 1er district congressionnel du Maine | Primaire du Parti Vert de 2024 du 1er district congressionnel du Maine | Primaire du Parti Vert de 2024 du 1er district congressionnel du Maine | Primaire du Parti Vert de 2024 du 1er district congressionnel du Maine | Primaire du Parti Vert de 2024 du 1er district congressionnel du Maine | Primaire du Parti Vert de 2024 du 1er district congressionnel du Maine |
| ---------------------------------------------------------------------- | ---------------------------------------------------------------------- | ---------------------------------------------------------------------- | ---------------------------------------------------------------------- | ---------------------------------------------------------------------- | ---------------------------------------------------------------------- | ---------------------------------------------------------------------- |
| Parti                                                                  | Parti                                                                  | Candidat                                                               | Votes                                                                  | Transfert                                                              | Tour d'élimination                                                     | %                                                                      |
|                                                                        | Vert                                                                   | Nicholas Vigue (write-in)                                              | 228                                                                    | 0                                                                      | 1                                                                      | 100%                                                                   |

| Élection de 2024 du 1er district congressionnel du Maine | Élection de 2024 du 1er district congressionnel du Maine | Élection de 2024 du 1er district congressionnel du Maine | Élection de 2024 du 1er district congressionnel du Maine | Élection de 2024 du 1er district congressionnel du Maine | Élection de 2024 du 1er district congressionnel du Maine |
| -------------------------------------------------------- | -------------------------------------------------------- | -------------------------------------------------------- | -------------------------------------------------------- | -------------------------------------------------------- | -------------------------------------------------------- |
| Parti                                                    | Parti                                                    | Candidat                                                 | Votes                                                    | Transfert                                                | Tour d'élimination                                       |
|                                                          | Démocrate                                                | Chellie Pingree (sortante)                               | 249 798                                                  | 0                                                        | Remporte (1)                                             |
|                                                          | Républicain                                              | Ed Thelander                                             | 154 849                                                  | 0                                                        | 1                                                        |
|                                                          | Vert                                                     | Ethan Alcorn                                             | 20 883                                                   | 0                                                        | 1                                                        |
| Total des votes                                          | Total des votes                                          | Total des votes                                          | 425 530                                                  | 425 530                                                  | 425 530                                                  |
|                                                          | Les Démocrates conservent                                |                                                          |                                                          |                                                          |                                                          |